# Lilla Ammsjön
Lilla Ammsjön är en sjö i Hylte kommun i Halland och ingår i Nissans huvudavrinningsområde.